# Анна Торв
Анна Торв (англ. Anna Torv, нар. 7 червня 1979) — австралійська акторка. Знана роллю Олівії Данем у телесеріалі «Межа».

## Біографія
Народилася 15 квітня 1979 року в Мельбурні, Австралія. Пізніше сім'я переїхала в місто Голд-Кост в Квінсленді, Австралія. Батько Анни естонського походження, проте народився в місті Стерлінг, Шотландія, за материнською лінією вона шотландського походження. Торв не живе з батьком з 8-річного віку. У неї є молодший брат, Ділан. Її дядько — міжнародний медіамагнат (мільярдер) Руперт Мердок.

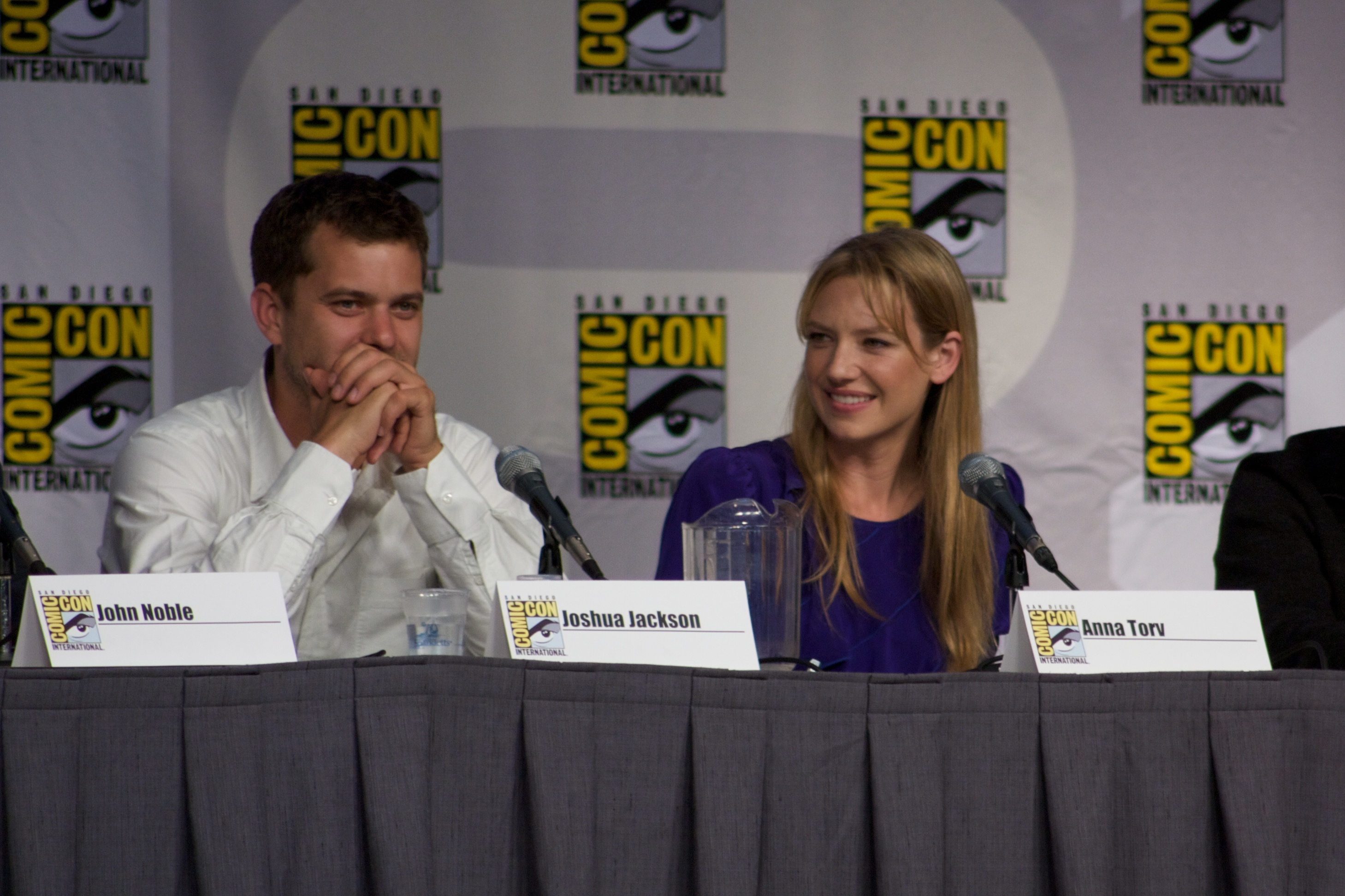
Торв (праворуч) і Джошуа Джексон (ліворуч) на прем'єрі т/с Межа. Comic-Con, 2010 р.

Торв закінчила державну середню школу в 1996 р. у місті Бенова. Здобула вищу освіту, ступінь в області виконавських мистецтв, у Національному інституті драматичного мистецтва, Австралія, у 2001 р.

### Акторська кар'єра
У 2004 р. Торв приєдналася до акторського складу драматичного австралійського телесеріалу Наше таємне життя, де зіграла Ніккі Мартель. Вона озвучила персонажку Наріко у відеогрі 2007 р. Heavenly Sword.
Першою найпомітнішою роботою Анни Торв стала участь у проєкті BBC — Коханки. Але головною вважається роль агентки ФБР Олівії Данем у черговому проєкті Дж. Дж. Абрамса — телесеріалі Межа. Торв грала її у 2008-2013 рр., за що отримала від австралійців кінематографічну премію Прорив у 2009 р. Торв з'явилася у ролі Вірджинії Грей у мінісеріалі Тихий океан 2013 р. виробництва. Торв також отримала премію Сатурн у 2010 р. як найкраща телевізійна акторка.

## Приватне життя
У грудні 2008 р. одружилася з Марком Веллі, який також знімався у т/с Межа в ролі Джона Скотта. Вони розійшлися на початку 2010-го.
Її зріст — 1,73 м. Насолоджується катанням на конях, серфінгом, плаванням та пішим туризмом. Дружить з Ліною Гіді.
Станом на 2024 р., Анна Торв неодружена і має чотирирічного сина, з яким живе в північній частині Нового Південного Уельсу, Австралія.

## Фільмографія
| Рік       | Назва                | Роль                                | Примітки                    |
| --------- | -------------------- | ----------------------------------- | --------------------------- |
| 2002      | Синьо-білий комірець | Сусідка                             |                             |
| 2002      | Молоді леви          | Ірена Недов                         | 13 епізодів                 |
| 2003      | Travelling Light     | Дебра Фаулер                        |                             |
| 2004      | Дочки Маклеод        | Жасмін Маклеод                      |                             |
| 2004–2005 | Наше таємне життя    | Ніккі Мартель                       | 20 епізодів                 |
| 2006      | Книга Одкровення     | Бріджит                             |                             |
| 2007      | Heavenly Sword       | Наріко                              | Відеогра                    |
| 2007      | Франкенштейн         | Медсестра МСЕ                       | Телефільм                   |
| 2008      | Коханки              | Алекс                               | 5 епізодів                  |
| 2008–2013 | Межа                 | Олівія Данем, інша Олівія / Болівія | Головна роль (100 епізодів) |
| 2010      | Тихий океан          | Вірджинія Грей                      | Мінісеріал                  |
| 2015      | The Daughter         | Анна                                |                             |
| 2017      | Stephanie            | Джейн                               |                             |
| 2017–2019 | Мисливець за розумом | Венді Карр                          | 17 епізодів                 |
| 2023      | The Last of Us       | Тесс                                | 3 епізоди                   |

### Відеоігри
| Рік  | Назва          | Роль   | Примітки                     |
| ---- | -------------- | ------ | ---------------------------- |
| 2007 | Heavenly Sword | Наріко | Озвучування, захоплення руху |

| Нагороди та номінації                             | Нагороди та номінації | Нагороди та номінації                                    | Нагороди та номінації | Нагороди та номінації |
| Нагорода                                          | Рік                   | Категорія                                                | Фільм                 | Підсумок              |
| ------------------------------------------------- | --------------------- | -------------------------------------------------------- | --------------------- | --------------------- |
| Сатурн                                            | 2008                  | Найкраща акторка телесеріалу                             | Межа                  | Номінація             |
| Сатурн                                            | 2010                  | Найкраща акторка телесеріалу                             | Межа                  | Перемога              |
| Сатурн                                            | 2011                  | Найкраща акторка телесеріалу                             | Межа                  | Перемога              |
| Сатурн                                            | 2012                  | Найкраща акторка телесеріалу                             | Межа                  | Перемога              |
| Сатурн                                            | 2013                  | Найкраща акторка телесеріалу                             | Межа                  | Номінація             |
| Teen Choice Awards                                | 2010                  | Найкраща акторка науково-фантастичного жанру             | Межа                  | Номінація             |
| Teen Choice Awards                                | 2011                  | Найкраща акторка науково-фантастичного жанру             | Межа                  | Номінація             |
| Teen Choice Awards                                | 2012                  | Найкраща акторка науково-фантастичного жанру             | Межа                  | Номінація             |
| Film Breakthrough Award                           | 2009                  | Фільмовий прорив                                         | Межа                  | Перемога              |
| Fantasy Horror Award for Best Actress             | 2011                  | Найкраща акторка жанру фентезі/жахи                      | Межа                  | Перемога              |
| Critics' Choice Television Award for Best Actress | 2011                  | Вибір критиків: Нагорода за найкращу роль на телебаченні | Межа                  | Номінація             |